# Октябрьский (Вашкинский район)
Октя́брьский — посёлок в Вашкинском районе Вологодской области.
Входит в состав Ивановского сельского поселения, с точки зрения административно-территориального деления — в Ивановский сельсовет.
Расстояние по автодороге до районного центра Липина Бора — 63 км, до центра муниципального образования деревни Ивановская — 8 км. Ближайшие населённые пункты — Ларино, Трифаново, Ушаково.
По переписи 2002 года население — 268 человек (131 мужчина, 137 женщин). Преобладающая национальность — русские (99 %).